# Szubsztrátum
A szubsztrátum (eredete a latin substratum, a sub- ’alsó-’ és a stratum ’réteg’ szavakból; alapréteg) a nyelvészetben használatos szakkifejezés: alsóbb nyelvi réteg, amely – főként a meghódított és nyelvét elvesztő népek esetében – az alacsonyabb műveltségű vagy kisebb számú beolvadt (ős)lakosság eredeti nyelvének hatásait jelenti a spontán nyelvcsere útján felvett új nyelvben.
Ezt hasonlóan kell elképzelni ahhoz, mint amikor az idegen nyelvet tanuló kezdetben „akcentussal” fogja használni azt, ugyanis saját elkódolt anyanyelvének sajátosságait tudat alatt átviszi a tanult nyelvre. Így például azt a hangot, amely anyanyelvében nincs meg, megpróbálja egy olyan, közel álló hanggal helyettesíteni, amely létezik saját nyelve hangkészletében (vö. amikor egy magyar anyanyelvű tanul angolul).
Példa egy bizonyított szubsztrátumra, hogy a római hódítások során az Ibériai-félsziget őslakossága – saját nyelveiket feladva – átvette a latin nyelvet, ugyanakkor saját nyelveik hatottak a latinra: egyes nyelvészek e szubsztrátumnak tulajdonítják a latin szókezdő f- aspirátává [h-] alakulását (majd későbbi elvesztését) a spanyolban és az okcitán gascogne-i dialektusában, mivel az őslakosok nyelveiben nem létezett az f hang, így azt a hozzá leginkább hasonló h-val helyettesítették (ez fordítva is igaz lehet: azokban a nyelvekben, ahol h hang nem létezik, az f-fel helyettesítik, például az arab rahn ’fogoly’ szó a középkori arab hódítás során bekerült a portugálba, ahol refém alakban honosodott meg).
A szubsztrátum hatások, általánosságban, főként a hangtanban, kisebb mértékben a szókincsben mutatkoznak, és általában alig szokták érinteni a nyelvtant. A szubsztrátummal ellentétes hatás a szupersztrátum.